# 語境去除
語境去除（contextomy），又稱斷章取義、脫離語境的引用（quoting out of context）、引言探勘（quote mining）、去脈絡化（decontextualization），是把原論述的語境及脈絡去除，據此建立推論。然而，去除語境後，原論述的意義往往已被扭曲，因而這樣的論證無效，是一種非形式謬誤。
語境包括了上下文及談話時間、談話地點、所處的環境氛圍、談話情景、談話對象、談話前提等多種脈絡要素。

## 斷章取義
斷章取義指去除上下文，只截取某文章的一段或一句來表達自己的意思，而與文章或作者的原意不符，但不包括其他語境去除之情況。

## 示例
例1

莊子說過「吾生也有涯，而知也無涯」，可見我們應該盡最大努力去求知。

莊子養生主第三原句是「吾生也有涯，而知也無涯。以有涯隨無涯，殆已」，因此莊子實際意思是知識太多，而生命有限，故不應執著求知，與上述的解釋相反。本論述去除了莊子的上下文並曲解了原義，為斷章取義。
例2

小華問小明某部電影的評價，小明說：「這是我今年看過最好的電影！因為我今年只看了這部」。後來小華向小美說：「小明說這是他今年看過最好的電影，妳一定要看！」

小明原話只是幽默的表達，並沒真的表達對某部電影的正面評價，小華將那段話曲解成對某部電影的正面評價。
例3

牛頓說過「如果我能看的更远一些，那是因为我站在巨人的肩膀上」，他把他的成就歸功於前人打下的基礎，可見他是謙遜的人。

有歷史學家認為，許多歷史證據顯示牛頓本人心胸狹窄，且多次攻擊同儕，這段話出自牛頓寫給虎克的信，應是為了諷刺虎克身材矮小且駝背，並無謙遜意味。上述詮釋脫離了原句的語境（如原有的歷史脈絡），導致不恰當的解讀。
例4

我們反對撲殺流浪狗，況且世界衛生組織認為撲殺流浪狗對防治狂犬病是無效的

世界衛生組織的官方立場認為單純大規模撲殺流浪狗對防治狂犬病是無效的，但世界衛生組織認為撲殺與其他方法並用，可以是有效的。世界衛生組織的網站指出：「單純將犬隻撲殺的做法，對於狂犬病的控制是無效的，沒有證據顯示單純地在一個區域將部分犬隻撲殺，會對於當地的犬隻密度，或防止狂犬病的傳播，有顯著的影響；除此之外，對某些社群而言，將犬隻撲殺的做法是無法接受的；然而，在作為疫苗注射的輔助方法時，用人道方法針對性地撲殺沒有注射疫苗且沒有主人的犬隻的做法，可以是有效的。」
例5

老子曰：「民不畏死，奈何以死懼之」，可見死刑沒有嚇阻效果，政府應該廢除死刑。

老子的原文不是在討論死刑是否有用，而是在說明統治者不該推行暴政，應該善待百姓，引用這句話來作為推行廢除死刑的理由，屬於語境去除的謬誤。

## 相關概念
- 單方論證
- 片面真理
- 格言論證
- 稻草人論證

## 外部連結
- （英文） Fallacy Files: Quoting Out of Context （页面存档备份，存于）
- （英文） Quoting out of Context Fallacy （页面存档备份，存于）
- （简体中文） https://www.zdic.net/hans/断章取义 （页面存档备份，存于）